# Moción de censura (Perú)
La moción de censura, en el Perú, es un procedimiento establecido por la Constitución Política mediante el cual el Congreso de la República hace efectiva la responsabilidad política del Consejo de Ministros o de los ministros por separado. La censura a un Ministro fuerza su dimisión, la cual debe ser aceptada por el Presidente en las 72 horas siguientes.

## Procedimiento
El artículo 132 de la Constitución de 1993 establece que la moción de censura debe ser propuesta por no menos del 25% del número legal de congresistas; es decir por 33 de los 130 congresistas en la actualidad.
El Reglamento del Congreso de la República, en su artículo 86, establece que la moción de censura puede ser presentada en los siguientes casos:
- Luego de la interpelación o de la concurrencia de los ministros al congreso para informar.
- Debido a su resistencia para acudir a informar.
- Luego del debate en el que intervenga el ministro por su propia voluntad.
- Ofensa al Congreso o a sus miembros.

Si bien el Reglamento del Congreso plantea los anteriores supuestos, éstos no constituyen un requisito o acto previo para la presentación de una moción de censura. Dicha posición ha sido respaldada por académicos como Marcial Rubio Correa, Francisco Eguiguren Praeli y Óscar Díaz Muñoz.
Tanto el artículo 132 de la Constitución como el 86 del Reglamento del Congreso, regulan que la moción de censura se debate y vota entre el cuarto y el décimo día natural después de su presentación. Para su aprobación se requiere del voto de más de la mitad del número legal de congresistas; es decir 66 de 130.
El mismo artículo constitucional plantea que el Consejo de Ministros o Ministro censurado debe renunciar y el Presidente debe aceptar la dimisión dentro de las 72 horas siguientes. 
El artículo 133 de la Constitución Política, establece además que si el Presidente del Consejo de Ministros es censurado, si la confianza le es rehusada, si renuncia o es removido por el Presidente de la República, se produce la crisis total del gabinete. Tradicionalmente, en esta situación, renuncian todos los ministros.
El artículo 134 adiciona que el Presidente de la República está facultado para disolver el Congreso si éste ha censurado o negado su confianza a dos Consejos de Ministros. Cabe destacar que el presidente de la República no está facultado para disolver el Congreso en el último año de su gobierno

## Historia

### SigloXIX

#### Primeros usos
Diversos autores coinciden en que el voto de censura surge en el gobierno de Ramón Castilla. El 23 de agosto de 1847, el diputado Pedro de la Quintana presentó una moción con el siguiente sentido: El Congreso resuelve que se haga presente al Gobierno un voto para que remueva al Ministro don José Gregorio Paz Soldán. La moción fue rechazada, pues no tenía sustento constitucional.
Dos años después, tal como relata Pedro Planas en su texto Democracia y tradición constitucional en el Perú (1998), el entonces ministro de Hacienda, Manuel del Río, había solicitado un empréstito al Congreso, poder al que se encontraba enfrentado. Ante ello, el diputado por Ica, Pedro de la Quintana, planteó que el empréstito sea autorizado con la condición que el Ejecutivo nombre a un Ministro que reúna la «confianza pública», moción la cual fue aprobada por la Cámara de Diputados. El Ministro presentó su renuncia y el presidente Ramón Castilla envió un oficio a la Cámara de Diputados, en el cual reconocía esta facultad.

Atendiendo a que la renuncia del Ministro de Hacienda está motivada en el mal estado de salud y en la proposición adoptada por la Cámara de Diputados para que se nombre otro Ministro y considerando que: se ha puesto en duda su conducta con perjuicio del honor del Gobierno y del mismo Ministro y que el esclarecimiento de los cargos que se le hacen interesa al crédito de la Administración: admítase la referida renuncia y dígase a la Cámara de Diputados que en su oportunidad y con arreglo a las leyes puede hacerse efectiva la responsabilidad que resultare (…)
Ramón Castilla, recogido por Pedro Planas en Democracia y tradición constitucional en el Perú (1998)

El Congreso aprobó en 1856 la Ley de Ministros, la cual dispuso en su artículo 37 que No merece la confianza pública el Ministro contra quien emitan las Cámaras un voto de censura.
En 1862, el Congreso amplió la Ley de Ministros y especificó:

Artículo 44 El Congreso usará el voto de censura para desaprobar la conducta de un Ministro por las faltas que cometa en el ejercicio de sus funciones y que no merezca una acusación
Ley de Ministros (1862)

#### Censura al gabinete Tiberiópolis
Con la mencionada normativa legal, el 11 de abril de 1867, algunos diputados constituyentes fueron víctimas de ataques por parte de una turba en la Plaza de la Inquisición, quienes exigían mantener el carácter confesional del Estado en la redacción de la Constitución Política del Perú de 1867. Ante los mencionados ataques, se desató un debate en el Congreso Constituyente, en el cual, algunos diputados responsabilizaron al presidente del Consejo de Ministros, el obispo de Tiberiópolis, Pedro José Tordoya. El Congreso citó inmediatamente a los ministros, quienes llegaron al hemiciclo y comenzaron a responder los cuestionamientos. En medio del debate, el ministro de Gobierno, Juan Miguel Gálvez, expresó que tomaba las interpelaciones "como consejos" y que el Gobierno sabría cómo proceder. Un diputado acusó al presidente Mariano Ignacio Prado de querer cerrar el Congreso, afirmación que indignó a los ministros y los motivó a levantarse del hemiciclo y retirarse. Los diputados, extrañados por el comportamiento del gabinete, aprobaron una moción en la cual se propuso emitir un voto de censura contra todos los miembros del gabinete ministerial. En medio del proceso de formalización del voto de censura, el "Gabinete Tiberiópolis" renunció. Sin embargo, el Congreso reconoció la renuncia del gabinete el día 25 de abril, después de haber aprobado en comisiones y en el Pleno la "moción de censura". Dicho proceder le dio efectividad a la censura ministerial, la cual fue incluida para la Constitución en discusión. De esta manera, la Constitución de 1867, promulgada en agosto de ese año, en su artículo 88, impide que el Presidente despache con algún ministro que haya sido censurado y también plantea la censura de hecho:

Artículo 88.- El Presidente no puede despachar en ningún departamento de la administración pública, sin la concurrencia oficial de Ministros responsables. Tampoco puede despachar en ningún departamento con el Ministro contra quien el Congreso haya emitido voto de censura.

Artículo 93.- Cada Ministro presentará al Congreso Ordinario, al tiempo de su instalación, una memoria en que exponga el estado de los diferentes ramos de su despacho ...
Artículo 94.- El Ministro de Hacienda presentará además con la memoria, la Cuenta General del año anterior y el Presupuesto para el siguiente.
La falta de cumplimiento de esta disposición produce de hecho los efectos del voto de censura a que se refiere el artículo 88.
Congreso Constituyente de 1867

La mencionada constitución de 1867 tuvo vigencia solo por ocho meses y en enero de 1868 se restituyó la Constitución de 1860. Sin embargo, la práctica parlamentaria permitió la presentación de mociones de censura.

### SigloXXyXXI

#### La censura como voto de falta de confianza (1920-1933)
La Constitución de 1920, en su artículo 133, dispone que No pueden continuar en el Desempeño de sus carteras los Ministros contra los cuales alguna de las Cámaras haya emitido un voto de falta de confianza. Durante la vigencia de dicha Constitución, en el Oncenio de Leguía, se censuró al ministro de Marina, Juan Manuel Ontaneda. Luego, durante el gobierno constitucional de Luis Miguel Sánchez Cerro, el Congreso Constituyente de 1931-1933 censuró al presidente del Consejo de Ministros y ministro de Gobierno, Luis A. Flores.

#### Periodo 1933-1979
La Constitución de 1933 es la primera que recoge artículos sobre la censura:

Artículo 172.- El voto de censura contra el Consejo de Ministros, o contra cualquiera de los Ministros, puede ser presentado por sólo un diputado o senador, y se voltará en la misma sesión.

Artículo 173.- El Ministro censurado debe dimitir. El Presidente de la República aceptará dimisión.

Durante el gobierno de Fernando Belaúnde Terry (1963-1968), la coalición opositora conformada por el APRA y la Unión Nacional Odriista censuró a 10 ministros: Julio Óscar Trelles Montes (Presidente del Consejo de Ministros y Ministro de Gobierno y Policía), Carlos Pestana Zevallos (Fomento y Obras Públicas), Francisco Miró Quesada Cantuarias (Educación Pública), Víctor Ganoza Plaza (Agricultura y Alimentación), Valentín Paniagua (Justicia y Culto), José Navarro Grau (Educación Pública), Javier Alva Orlandini (Gobierno y Policía), Miguel Dammert Muelle (Trabajo y Comunidades) y Luis Alayza Escardó (Gobierno y Policía). 

#### Periodo 1979-1993
La Constitución de 1979 en su artículo 226 establece que:

La Cámara de Diputados hace efectiva la responsabilidad política del Consejo de Ministros o de los Ministros por separado mediante el voto de censura o de falta de confianza. Este último solo se produce por iniciativa ministerial.

Toda moción de censura contra el Consejo de Ministros o contra cualesquiera de los Ministros debe ser presentada por no menos del veinticinco por ciento del numero legal de Diputados. Se debate y vota por lo menos tres días después de su presentación. Su aprobación requiere del voto conforme de mas de la mitad del numero legal de Diputados.
El Consejo de Ministros o el Ministro censurado debe renunciar. El Presidente de la República acepta la dimisión.
La desaprobación de una iniciativa ministerial no obliga al Ministro a dimitir, salvo que haya hecho de la aprobación una cuestión de confianza.

Las facultades de interpelar, censurar y extender confianza a los Ministros son exclusivas de la Cámara de Diputados.

En el segundo gobierno de Fernando Belaúnde (1980-1985) se presentó una moción de censura contra el gabinete presidido por Manuel Ulloa Elías, la cual fue rechazada en septiembre de 1981. De igual forma, se presentaron distintas mociones para censurar ministros, las cuales no prosperaron. 
En el primer gobierno de Alan García (1985-1990) también se presentó una moción de censura contra el gabinete presidido por Luis Alva Castro, luego de la matanza en los penales, la cual fue rechazada. Posteriormente se presentaron más mociones contra ministros y una contra el gabinete de Guillermo Larco Cox; sin embargo, ninguna de ellas prosperó.
En el primer gobierno constitucional de Alberto Fujimori (1990-1992), se censuró al ministro de Agricultura, Enrique Rossl Link.

#### Periodo 1993-presente
La actual Constitución de 1993 plantea:

Artículo 132.-Voto de censura o rechazo de la cuestión de confianza
El Congreso hace efectiva la responsabilidad política del Consejo de Ministros, o de los ministros por separado, mediante el voto de censura o el rechazo de la cuestión de confianza. Esta última sólo se plantea por iniciativa ministerial.
Toda moción de censura contra el Consejo de Ministros, o contra cualquiera de los ministros, debe ser presentada por no menos del veinticinco por ciento del número legal de congresistas. Se debate y vota entre el cuarto y el décimo día natural después de su presentación. Su aprobación requiere del voto de más de la mitad del número legal de miembros del Congreso.
El Consejo de Ministros, o el ministro censurado, debe renunciar.
El Presidente de la República acepta la dimisión dentro de las setenta y dos horas siguientes.

La desaprobación de una iniciativa ministerial no obliga al ministro a dimitir, salvo que haya hecho cuestión de confianza de la aprobación.

Durante el gobierno de Alejandro Toledo (2001-2006) fue censurado el ministro del Interior, Fernando Rospigliosi. Años después, en la gestión de Ollanta Humala (2011-2016) fue censurada la presidenta del Consejo de Ministros, Ana Jara.
En el gobierno de Pedro Pablo Kuczynski, fue censurado el ministro de Educación, Jaime Saavedra, en diciembre de 2016. 
En el gobierno de Pedro Castillo, han sido censurados: Carlos Gallardo Gómez (Educación), en diciembre de 2021; Hernán Condori Machado (Salud), en marzo de 2022; Betssy Chávez Chino (Trabajo y Promoción del Empleo), en mayo de 2022; Dimitri Senmache (Interior) en junio de 2022 y Geiner Alvarado (Transportes y Comunicaciones) en setiembre de 2022.

## Mociones de censura
| Fecha                   | Presidente                    | Ministro | Ministerio | Causa | Votación                                                                                          | Ref.   |
| ----------------------- | ----------------------------- | --- | --- | --- | ------------------------------------------------------------------------------------------------- | ------ |
| 13 de julio de 1849     | Ramón Castilla                | Manuel del Río | Hacienda | La Cámara puso como cláusula que, para aprobar el empréstito solicitado por el ministro de Hacienda, el Gobierno tendría que reemplazarlo. | Cámara de Diputados                                                                               | [ 3 ]  |
| 9 de agosto de 1864     | Juan Antonio Pezet            | Juan Antonio Ribeyro Estada | Presidencia del Consejo de Ministros y Relaciones Exteriores                                                                                               | El Congreso no estuvo conforme con las negociaciones hechas por el ministro Ribeyro en la crisis ocasionada por la presencia de la Escuadra Española del Pacífico. La moción se presentó con el nombre de acusación por el "delito de traición a la confianza pública". | Cámara de Diputados: 80 votos a favor, 3 en contra                                                | [ 4 ]  |
| 12 de abril de 1867     | Mariano Ignacio Prado         | Consejo de Ministros presidido por Pedro José Tordoya Montoya, Obispo in partibus de Tiberiópolis, ministro de Justicia, Instrucción, Culto y Beneficencia | Consejo de Ministros presidido por Pedro José Tordoya Montoya, Obispo in partibus de Tiberiópolis, ministro de Justicia, Instrucción, Culto y Beneficencia | Protestas en la ciudad de Lima, agresiones a algunos constituyentes. | Asamblea Constituyente: 38 votos a favor, 31 en contra                                            | [ 5 ]  |
| 2 de enero de 1869      | José Balta                    | José Antonio Barrenechea y Morales | Relaciones Exteriores y encargado de Hacienda | El Ministro asistió como encargado de Hacienda a responder sobre proyectos económicos. Barrenechea se refirió al Congreso como un "Campo de Agramante". Según los diputados, el ministro "ha faltado a la respetabilidad y miramientos que se deben a la Representación Nacional hasta el extremo de olvidar las más triviales reglas de urbanidad". Renunció a la cartera de Hacienda y mantuvo la de Relaciones Exteriores.                                                                       | Cámara de Diputados: 57 votos a favor, 11 en contra                                               | [ 6 ]  |
| 23 de agosto de 1876    | Mariano Ignacio Prado         | Antonio Arenas Merino | Presidencia del Consejo de Ministros y Justicia, Instrucción, Culto y Beneficencia                                                                         | Disturbios en la ciudad de Lima | Senado: 25 votos a favor, 11 en contra                                                            | [ 3 ]  |
| 23 de agosto de 1876    | Mariano Ignacio Prado         | Manuel Francisco Benavides | Gobierno, Policía y Obras | Disturbios en la ciudad de Lima | Senado: 26 votos a favor, 11 en contra                                                            |        |
| 3 de setiembre de 1879  | Luis La Puerta                | José María Químper | Hacienda | El Ministro presentó un plan de financiamiento para el ejército del sur mediante un proyecto de impuestos al capital. El proyecto fue rechazado por el Senado y el ministro fue censurado por la Cámara de Diputados. | Cámara de Diputados: 52 votos a favor, 29 en contra                                               | [ 7 ]  |
| 2 de octubre de 1886    | Andrés Avelino Cáceres        | Pedro Alejandrino del Solar Gabás | Presidencia del Consejo de Ministros | La Cámara de Diputados admitió a debate una moción de censura contra todos los Ministros salvo el de Relaciones Exteriores y el de Guerra. La moción se basó en que no se le podía ceder facultades a los miembros del gabinete para sus proyectos, debido a que los anteriores habían carecido de éxito. | Los Ministros renunciaron antes de la votación.                                                   |        |
| 23 de agosto de 1893    | Remigio Morales Bermúdez      | Pedro José Zavala | Gobierno | Prohibición de circulación de periódicos, arresto de periodistas | Senado: 24 votos a favor, 12 en contra Cámara de Diputados: 49 votos a favor, 27 en contra        | [ 3 ]  |
| 23 de noviembre de 1895 | Nicolás de Piérola            | Consejo de Ministros presidido por Antonio Bentín y la Fuente, ministro de Gobierno                                                                        | Consejo de Ministros presidido por Antonio Bentín y la Fuente, ministro de Gobierno                                                                        | Medidas económicas planteadas por el ministro, enfrentamientos entre la población y congresistas. | Cámara de diputados: 55 votos a favor, 33 en contra                                               | [ 3 ]  |
| 2 de diciembre de 1899  | Eduardo López de Romaña       | Manuel María Gálvez Egúsquiza | Presidencia del Consejo de Ministros y Relaciones Exteriores                                                                                               | Los Ministros de Gobierno y de Justicia asistieron a una sesión de legislatura extraordinaria. El Congreso les solicitó informes sobre asuntos que los Ministros consideraron que no se deberían tratar. La Comisión de Constitución realizó un informe sobre competencias parlamentarias que fue luego aprobado por ambas cámaras. Se anunció que el gabinete no estaba cumpliendo con responder ante el Congreso por lo que debía ser censurado. El Ministro Gálvez renunció junto a su gabinete. | El Ministro renuncia, no se votó la moción de censura.                                            |        |
| 22 de agosto de 1900    | Eduardo López de Romaña       | Enrique de la Riva Agüero Riglos | Presidencia del Consejo de Ministros y Relaciones Exteriores                                                                                               | Moción de no confianza | Senado: 33 votos a favor, 4 en contra                                                             |        |
| 13 de agosto de 1901    | Eduardo López de Romaña       | Consejo de Ministros presidido por Domingo Almenara Butler, ministro de Hacienda                                                                           | Consejo de Ministros presidido por Domingo Almenara Butler, ministro de Hacienda                                                                           | Fue acusado por la Cámara de Diputados de interferir en las elecciones, manipular el Jurado electoral y no convocar a una legislatura para aprobar el presupuesto | Voto de censura de la cámara de diputados (45 a favor, 44 en contra) Voto de confianza del Senado |        |
| 9 de octubre de 1902    | Eduardo López de Romaña       | Consejo de Ministros presidido por Alejandro Deustua Escarza, ministro de Gobierno                                                                         | Consejo de Ministros presidido por Alejandro Deustua Escarza, ministro de Gobierno                                                                         | Escándalo diplomático, cablegrama Wiesse. La cámara dice que el gabinete "ha comprometido el decoro nacional" | Cámara de Diputados: 70 votos a favor, 4 en contra                                                |        |
| 9 de diciembre de 1910  | Augusto Leguía y Salcedo      | Melitón F. Porras Osores | Relaciones Exteriores | Sucesos en el río Manuripe (Ataque de las fuerzas Bolivianas a tropa peruana). El Ministro asistió a una sesión con carácter de secreta y preguntó a la Cámara si se atrevía a censurarle. Los diputados aprobaron una moción solidarizándose con los oficiales caídos y condenaron la gestión del Ministro. | Cámara de Diputados                                                                               |        |
| 23 de diciembre de 1912 | Guillermo Billinghurst Angulo | Consejo de Ministros presidido por Elías Malpartida y Franco, ministro de Gobierno                                                                         | Consejo de Ministros presidido por Elías Malpartida y Franco, ministro de Gobierno                                                                         | Ataque a la imprenta Berrio, la cual publicaba un periódico satírico en el que atacaba al gobierno. El Senado envió un oficio al Ministro de Gobierno y Presidente del Consejo de Ministros. El día 23 la mayoría leguiísta dio un voto de censura. | Senado                                                                                            |        |
| Constitución de 1920    |                               | | | |                                                                                                   |        |
| 10 de febrero de 1921   | Augusto Leguía y Salcedo      | Juan Manuel Ontaneda | Marina | Falta de cortesía con el Parlamento. Los congresistas fueron invitados a un vapor para ver barcos de la armada de los Estados Unidos; sin embargo, no fueron recibidos por oficiales de la Marina | Senado: 15 votos a favor, 4 en contra                                                             |        |
| 21 de diciembre de 1926 | Augusto Leguía y Salcedo      | José Manuel García Bedoya | Gobierno y Policía | Atentado contra el presidente Leguía en la Catedral de Lima hecho por Narciso Huanca Ríos. | Cámara de Diputados                                                                               |        |
| 19 de mayo de 1932      | Luis Sánchez Cerro            | Luis Alberto Flores Medina | Presidencia del Consejo de Ministros y Gobierno y Policía                                                                                                  | Arresto de un parlamentario que utilizó su arma de fuego en la vía pública. La moción expresó: El Congreso Constituyente declara que frente a la situación creada con motivo de la prisión de un representante, el Ministro de Gobierno ha perdido la confianza del Parlamento. | Congreso Constituyente: 48 votos a favor, 31 en contra                                            |        |
| Constitución de 1933    |                               | | | |                                                                                                   |        |
| octubre de 1945         | Jose Luis Bustamante y Rivero | Enrique Basombrío Echenique | Agricultura y Alimentación | Escasez de alimentos, el ministro en la interpelación no precisó el precio de los pallares en Ica | El Ministro renuncia antes de la votación.                                                        |        |
| 30 de diciembre de 1963 | Fernando Belaúnde Terry       | Julio Óscar Trelles Montes | Presidencia del Consejo de Ministros y Gobierno y Policía                                                                                                  | Disturbios en la ciudad del Cusco y en la hacienda Mollebamba. | Cámara de Diputados: 75 votos a favor, 51 en contra                                               | [ 8 ]  |
| 15 de febrero de 1964   | Fernando Belaúnde Terry       | Carlos Pestana Zevallos | Fomento y Obras Públicas | Declaraciones del jefe del Programa de Cooperación Popular, Eduardo Orrego Villacorta, quien dijo que había un "festín presupuestal" en el Congreso. | Senado: 23 votos a favor, 18 en contra                                                            |        |
| 1 de octubre de 1964    | Fernando Belaúnde Terry       | Francisco Miró Quesada Cantuarias | Educación Pública | El Ministro abandonó el hemiciclo en medio del debate sobre supuestos manejos ilegales en el Ministerio. En su intervención final, el ministro dijo "Señores legisladores de la Célula Parlamentaria Aprista, cumplan con la consigna de censurarme" y se retiró del hemiciclo sin la venia de la presidencia de la Cámara. | Cámara de Diputados: 70 votos a favor, 36 en contra                                               | [ 9 ]  |
| 18 de febrero de 1965   | Fernando Belaúnde Terry       | Víctor Ganoza Plaza | Agricultura y Alimentación | Insatisfacción del Parlamento con respuestas sobre el alza de precios. | Senado: 22 votos a favor, 19 en contra                                                            |        |
| 19 de enero de 1966     | Fernando Belaúnde Terry       | Valentín Paniagua | Justicia y Culto | Propuesta de reforma del Código de procedimientos penales. El Senado consideró "ofensivo" un oficio enviado por Paniagua. | Senado.                                                                                           |        |
| 14 de abril de 1966     | Fernando Belaúnde Terry       | José Navarro Grau | Educación Pública | El Ministro fue interpelado debido a la expulsión de profesores en las universidades públicas acusados de comunismo. Falta de respeto al Parlamento | Cámara de Diputados: 68 votos a favor, 35 en contra                                               |        |
| 28 de octubre de 1966   | Fernando Belaúnde Terry       | Javier Alva Orlandini | Gobierno y Policía | Denuncias de fraude electoral en las elecciones municipales de 1966 | Cámara de Diputados: 61 votos a favor, 29 en contra                                               |        |
| 28 de octubre de 1966   | Fernando Belaúnde Terry       | Miguel Dammert Muelle | Trabajo y Comunidades | Política desarrollada en el campo laboral. | Cámara de Diputados: 61 votos a favor, 29 en contra                                               |        |
| 29 de diciembre de 1966 | Fernando Belaúnde Terry       | Carlos Cueto Fernandini | Educación Pública | Falta de cortesía y de respeto al Senado de la República: En la interpelación, el ministro rechazó algunos términos que consideró como agravios y dijo que algunos senadores ignoraban la semántica de las palabras. | Senado: 20 votos a favor, 12 en contra                                                            |        |
| 8 de julio de 1967      | Fernando Belaúnde Terry       | Luis Alayza Escardó | Gobierno y Policía | Agresión policial al diputado Mario Villarán Rivera, quien participó en un mitin de la Comisión de los Derechos del Hombre en la Av. Tacna del Centro de Lima. | Cámara de Diputados                                                                               |        |
| Constitución de 1979    |                               | | | |                                                                                                   |        |
| 3 de diciembre de 1991  | Alberto Fujimori Fujimori     | Enrique Rossl Link | Agricultura | Estado del sector agrícola a nivel nacional | Cámara de Diputados: 114 votos a favor y 38 en contra                                             | [ 10 ] |
| Constitución de 1993    |                               | | | |                                                                                                   |        |
| 5 de mayo de 2004       | Alejandro Toledo Manrique     | Fernando Rospigliosi Capurro | Interior | Tras el linchamiento del Alcalde de Ilave en Puno. Fue censurado "por haber manifestado su voluntad de no asumir su responsabilidad política ante los luctuosos hechos ocurridos en la provincia de El Collao, Ilave, Puno; y porque sus respuestas y explicaciones acerca de su inoperancia para aplicar oportunas y adecuadas estrategias que permitan preservar el orden público han sido absolutamente insatisfactorias."                                                                       | 62 votos a favor, 39 en contra, 6 abstenciones                                                    | [ 11 ] |
| 31 de marzo de 2015     | Ollanta Humala Tasso          | Ana Jara Velásquez | Presidencia del Consejo de Ministros | Acciones de seguimiento hechas por la Dirección de Inteligencia (DINI) | 72 votos a favor, 43 en contra, 2 abstenciones                                                    | [ 12 ] |
| 15 de diciembre de 2016 | Pedro Pablo Kuczynski         | Jaime Saavedra Chanduví | Educación | Falta de capacidad y grave negligencia en su gestión | 78 votos a favor, 0 en contra, 0 abstenciones                                                     | [ 14 ] |
| 21 de diciembre de 2021 | Pedro Castillo Terrones       | Carlos Gallardo Gómez | Educación | Irregularidades en la prueba nacional docente | 70 votos a favor, 38 en contra, 7 abstenciones                                                    |        |
| 31 de marzo de 2022     | Pedro Castillo Terrones       | Hernán Condori Machado | Salud | Falta de idoneidad y capacidad para el ejercicio del cargo | 71 votos a favor, 32 en contra, 13 abstenciones                                                   |        |
| 26 de mayo de 2022      | Pedro Castillo Terrones       | Betssy Chávez Chino | Trabajo y Promoción del Empleo | Incapacidad de gestión y negligencia en su actuación | 71 votos a favor, 28 en contra, 2 abstenciones                                                    | [ 15 ] |
| 30 de junio de 2022     | Pedro Castillo Terrones       | Dimitri Senmache Artola | Interior | Falta de capacidad de gestión en la conducción en el sector y la grave omisión de funciones que vienen perjudicando gravemente la paz y tranquilidad en el país, así como soslayando la lucha contra la corrupción | 78 votos a favor, 29 en contra, 8 abstenciones                                                    | [ 16 ] |
| 15 de setiembre de 2022 | Pedro Castillo Terrones       | Geiner Alvarado López | Transportes y Comunicaciones | "Manifiesta incapacidad moral y falta de idoneidad para el ejercicio del cargo" | 94 a favor, 14 en contra, 8 abstenciones                                                          |        |
| 15 de noviembre de 2023 | Dina Boluarte                 | Vicente Romero Fernández | Interior | "Manifiesta incapacidad técnica, de liderazgo y falta de idoneidad para el ejercicio del cargo" | 75 votos a favor, 28 en contra, 14 abstenciones                                                   | [ 17 ] |
| 26 de noviembre de 2024 | Dina Boluarte                 | Rómulo Mucho Mamani | Energía y Minas | "falta de capacidad y grave negligencia en la gestión de su sector, así como por su desinterés para solucionar la problemática de los pequeños mineros y mineros artesanales en el Perú" | 79 votos a favor, 4 en contra y 13 abstenciones                                                   | [ 18 ] |
| 21 de marzo de 2025     | Dina Boluarte                 | Juan José Santiváñez Antúnez | Interior | "Manifiesta incapacidad en el cargo para hacer frente a la ola de inseguridad ciudadana y su falta de liderazgo en el sector" | 78 votos a favor, 11 en contra y 20 abstenciones                                                  |        |